# PSS Sleman
Maillots
Le PSS Sleman est un club indonésien de football basé à Sleman.